# Étienne Œhmichen

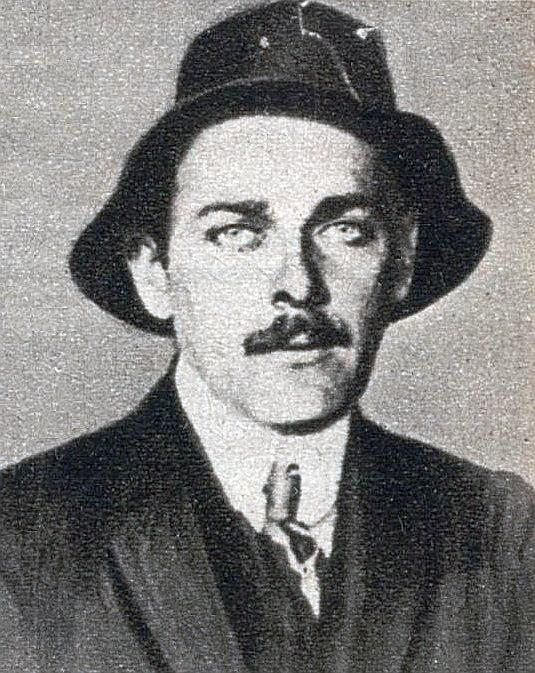
Étienne Œhmichen, Mai 1924

Étienne Œhmichen [e.tjɛn ømiʃɛn] (* 15. Oktober 1884 in Châlons-sur-Marne; † 10. Juli 1955 in Paris) war ein französischer Ingenieur und Hubschrauberkonstrukteur.

## Leben

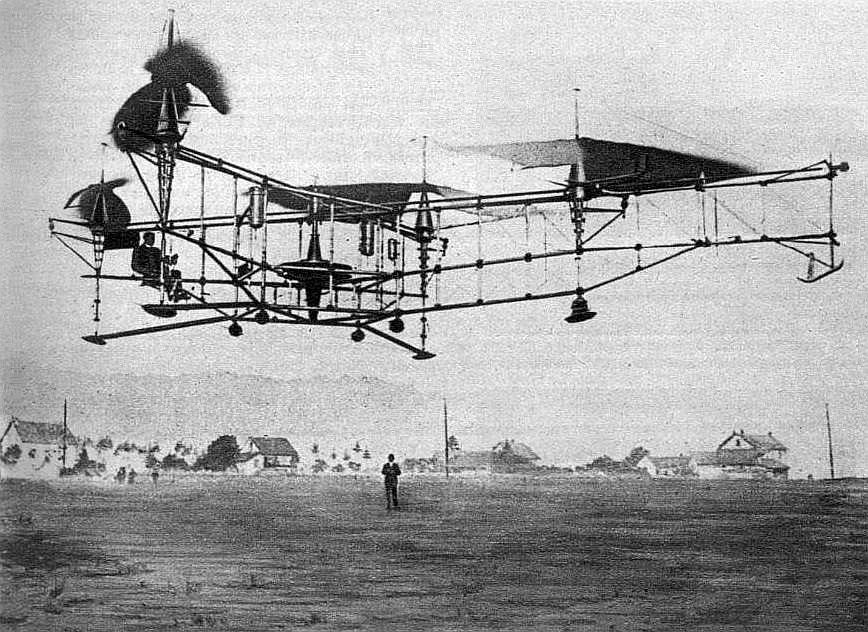
Œhmichen N°2, 1924

Etienne Œhmichen wurde als Sohn des Artillerieoberst Frédéric Edmond Œhmichen und Jeanne Marie Paira geboren. Er entstammte einer seit langem im Gebiet von Montbéliard ansässigen Familie. 1908 schloss er sein Studium an der École Centrale Paris ab.
Er begann seine Karriere bei dem Lokomotivenhersteller Société alsacienne de constructions mécaniques (heute Alstom). Später ging er eine Kooperation mit Peugeot ein, in deren Zusammenhang er sich für die Weiterentwicklung von Generatoren interessierte. Nachdem er im Ersten Weltkrieg am Grabenkrieg teilgenommen hatte, arbeitete er bei Peugeot an der Konstruktion von Panzerwagen.

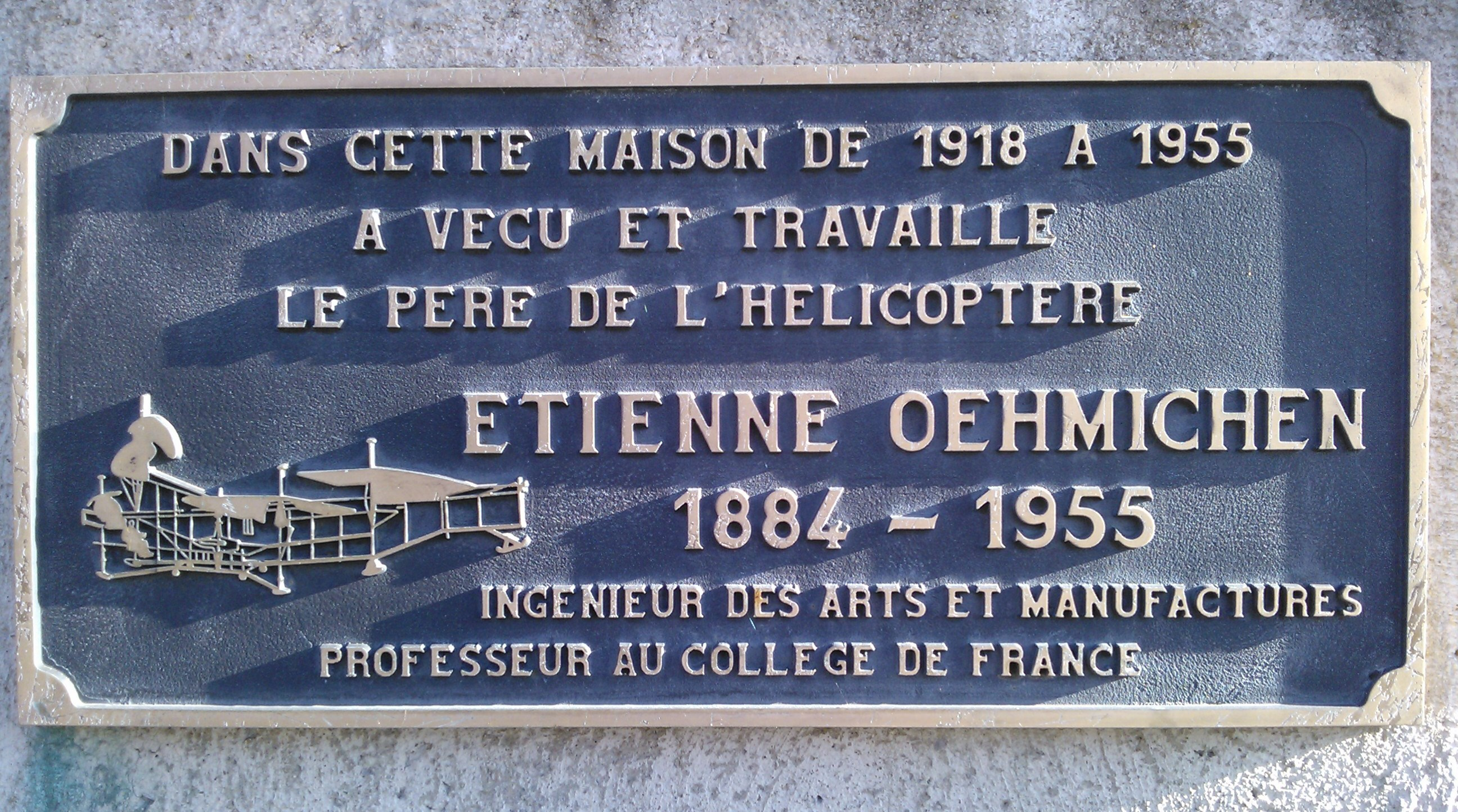
Etienne Oehmichen Plakette in Valentigney (FR)

Am 18. Februar 1921 absolvierte er seinen ersten erfolgreichen Flug mit einem Hubschrauber und brachte am 11. November 1922 erstmals seine Œhmichen No.2 in die Luft, den wohl ersten zuverlässig fliegenden, manntragenden Senkrechtstarter, der als erster Quadrocopter gilt. Hier setzte er auch kleine vertikal montierte Rotoren ein, die den vier großen horizontal liegenden Rotoren entgegenwirkten und erreichte so die Stabilisierung des Fluggeräts. Diese Idee führte später zur Entwicklung des Heckrotors. Am 14. April 1923 stellte er den Weitenrekord mit einem Flug über etwa 358 m auf. Ein Jahr später konnte Œhmichen ihn am 17. April 1924 auf 525 m erhöhen. Am 4. Mai 1924 gelang es ihm erstmals mit einem Hubschrauber nach einer kreisförmigen Flugbahn mit einer Länge von etwa einem Kilometer nach etwa 7 Minuten und 40 Sekunden wieder an derselben Stelle zu landen. Dafür erhielt er das ausgeschriebene Preisgeld von 10.000 französischen Francs.
Œhmichen war außerdem Biologe und befasste sich mit dem Funktionsprinzip von Insektenflügeln, besonders von Libellen. Er wurde Ende der 1930er Jahre als Professor für Biologie an das Collège de France nach Paris berufen, wo er bis zu seiner Pensionierung lehrte.
Seine schriftlich und fotografisch festgehaltenen Beobachtungen des Vogel- und Insektenfluges dienen heutigen Wissenschaftlern der Biomechanik als Grundlage für weitergehende Forschungen im Bau von flexiblen Rotorblättern.

## Film
- Professor Oehmichens fliegende Maschinen. Dokumentarfilm. Regie: Stéphane Bégoin, Arte, Frankreich 2008.